# Федоровка (Федоровський район, Казахстан)
Фе́доровка (каз. Федоров) — село, центр Федоровського району Костанайської області Казахстану. Адміністративний центр Федоровського сільського округу.
Населення — 6976 осіб (2021; 6410 у 2009, 7626 у 1999, 11793 у 1989).
Статус села селище Федоровка отримало 2005 року.